# Callerebia tsirava
Callerebia tsirava är en fjärilsart som beskrevs av Evans 1915. Callerebia tsirava ingår i släktet Callerebia och familjen praktfjärilar. Inga underarter finns listade i Catalogue of Life.